# Владимир Сологуб
Гроф Владимир Александрович Сологуб (Санкт Петербург, 20. август 1813. у Санкт Петербургу — Бад Хомбург, 17. јун 1882) био је руски књижевник. Слогуб је писао романе, есеје, драме и мемоаре.
Његов деда по оцу био је пољски аристократа. Одрастао је у петроградском високом друштву. Дипломирао је на Универзитету у Тартуу 1834 . године и следеће године је радио при Министарству унутрашњих послова у Бечу. Његова књижевна каријера започела је 1837. године у часопису Современник. Године 1840. оженио се Софијом Михајловном Велгорском. Током 1843. посетио је Ницу и упознао Гогоља . Од 1856. био је референт за посебне комисије на царском двору; Заинтересовао се за реформу затвора, а од 1875. био је председник Комисије за реорганизацију затвора у Русији. Године 1858. послат је у иностранство да студира европско позориште, а 1877. је постао званични историчар на двору.
Сологуб је био познавалац позоришног живота и петербуршког друштва. Био је домаћин познатог књижевног и музичког салона о чему говоре његови Мемоари (1887). Најпознатији је по својој новели из 1845. Тарантас („Тарантас“), „сатиричном путовању од Москве до Казања у срушеним путничким колима. Његова сатира, површна и ненадахнута, усмерена је против идеја словенофила и непрактичих снова романтичних идеалиста.“

## Дела
- Тарантас: Путујући утисци о младој Русији, Чепмен и Хол, Лондон, 1850. са Google Books
- Његов шешир и штап: Комедија у једном чину, Волтер Х. Бејкер, Бостон, 1902. са Google books
- Снежна олуја, (Прича), из руске романтичне прозе: антологија, Преводилачка штампа, 1979.